# Por el dinero
Por el dinero es una película dramática argentina que se estrenó comercialmente el 24 de julio del 2020 escrita y dirigida por Alejo Moguillansky y protagonizada por el mismo Moguillansky junto a  Luciana Acuña,Gabriel Chwojnik y Matthieu Perpoint.
La cinta fue estrenada mundialmente en la 72° edición del Festival de Cannes en la sección paralela Quincena de Realizadores.

## Reparto
Participaron en el filme los siguientes intérpretes:  
- Matthieu Perpoint...	Monsieur Perpoint
- Gabriel Chwojnik	...	Obelix
- Luciana Acuña...	Madame Acuña
- Alejo Moguillansky...	Le mari de Madame Acuña
- Edgardo Castro
- Vladimir Durán	...	El Coronel
- Walter Jakob
- Cleo Moguillansky...	La fille de Madame Acuña
- Rodrigo Moreno
- Lalo Rotaveria
- Rafael Spregelburd